# 2013年太平洋颶風季
2013年太平洋颶風季是每年一度全球熱帶氣旋產生週期的一部分。東太平洋颶風季從2013年5月至2013年11月結束；而中太平洋颶風季從2013年6月開始，至2013年11月結束。本條目的範圍僅侷限於赤道以北及國際換日線以東的太平洋，於赤道以北及國際換日線以西的太平洋水域產生的風暴則被稱為颱風，並被列入2013年太平洋颱風季。在中東太平洋產生的熱帶風暴是由美國國家颶風中心及中太平洋颶風中心命名，國際編號為xxE或xxC。
2013年太平洋颶風季第一個氣旋生成於2013年5月15日的熱帶風暴阿爾文。以下各熱帶氣旋資訊以熱帶氣旋存在期間的最強形態為準。

## 熱帶氣旋

### 热带风暴弗洛西
2013年7月21日，一個低壓區在東太平洋海面上生成。同日，美國海軍研究實驗室給予擾動編號95E。上午5時，美國國家颶風中心（NHC）對其未來兩天發展評級為「LOW」並發展概率為10%。
7月22日下午5時，美國國家颶風中心對其未來兩天發展評級為「MEDIUM」並發展概率為30%。
7月24日上午11時，美國國家颶風中心對其未來兩天發展評級為「HIGH」並發展概率為80%。下午5時，美國國家颶風中心將其升格為熱帶低氣壓，並給予編號06E。下午11時，美國國家颶風中心將其升格為熱帶風暴，並命名為弗洛西（Flossie）。
其後，弗洛西進入中太平洋海域，改由中太平洋颶風中心（CPHC）發報。
（HST）7月29日上午7時，中太平洋颶風中心將其降格為熱帶低氣壓。
（HST）7月30日上午2時，中太平洋颶風中心對其發出最後的警報。

### 熱帶風暴佩娃（Pewa）
2013年8月11日，自中美洲西岸沿海有一呈東北東—西南西走向的季風槽線向夏威夷群島南部反常西行，該區域形成三股擾動，每股相距約10個經度，其中位在槽線西南緣的擾動被美國海軍研究實驗室於15日給予擾動編號91C。起初僅有少量的深對流，但隨著移入條件良好的環境，該系統在16日上午2時至下午8時迅速發展，中太平洋颶風中心在下午11時將其直接升格為熱帶風暴，同時給予給予熱帶氣旋編號「01C」並命名為佩娃（Pewa）。
其後，佩娃在8月18日上午11時越過國際日期變更線進入西北太平洋海域，中太平洋颶風中心發出最後的警報，並改由日本氣象廳（JMA）發報。

### 熱帶風暴烏娜拉（Unala）
（HST）2013年8月10日，一個低壓區在夏威夷群島東南方海面上生成。同日，美國海軍研究實驗室給予擾動編號90C。下午2時，中太平洋颶風中心對其未來兩天發展評級為「LOW」並發展概率為10%。
（HST）8月15日上午11時25分，中太平洋颶風中心對其未來兩天發展評級為「HIGH」並發展概率為60%。
（HST）8月16日上午2時，中太平洋颶風中心對其未來兩天發展評級為「MEDIUM」並發展概率為30%。下午2時，中太平洋颶風中心對其未來兩天發展評級為「LOW」並發展概率為10%。
（HST）8月18日下午2時，中太平洋颶風中心將其直接升格為熱帶風暴，同時給予編號02C及命名為烏娜拉（Unala）。
其後，烏娜拉進入西北太平洋海域，中太平洋颶風中心發出最後的警報，並改由日本氣象廳（JMA）發報。

## 其他熱帶氣旋
除了被國家颶風中心和中太平洋颶風中心命名的熱帶氣旋外，還有一些沒被命名的熱帶低氣壓。以下列出那些熱帶氣旋的資料。

### 熱帶低氣壓03C
（HST）2013年8月18日，一個低壓區在夏威夷群島西南方海面上生成。同日，美國海軍研究實驗室給予擾動編號92C。上午2時，中太平洋颶風中心對其未來兩天發展評級為「LOW」並發展概率為10%。下午8時，中太平洋颶風中心對其未來兩天發展評級為「MEDIUM」並發展概率為30%。
（HST）8月19日上午10時，中太平洋颶風中心對其未來兩天發展評級為「HIGH」並發展概率為99%。上午11時，中太平洋颶風中心將其升格其為熱帶低氣壓，並給予編號03C。
其後，03C進入西北太平洋海域，中太平洋颶風中心發出最後的警報，並改由日本氣象廳（JMA）發報。

## 風暴名稱

### 東太平洋
下面的名字將被用於於2013年在東北太平洋形成而又被命名的風暴。如果有退役名稱的話，將由世界氣象組織在2014年春天宣布。在這個名單中未退役的名字將在2019年的風季中再次使用。這是的2007年風季使用相同的名單。
| - Alvin - Barbara - Cosme - Dalila - Erick - Flossie - Gil - Henriette | - Ivo - Juliette - Kiko - Lorena - Manuel - Narda - Octave - Priscilla | - Raymond - Sonia - Tico（未用） - Velma（未用） - Wallis（未用） - Xina（未用） - York（未用） - Zelda（未用） |

### 中太平洋
下列名稱將用於2013年在中太平洋形成的風暴。
| - Pewa | - Unala | - Wali（未用） | - Ana（未用） |

## 颶風季影響
以下圖表顯示了2013年太平洋颶風季的所有熱帶氣旋以及它們的登陸資料(如有)。在括號內的死亡人數屬於非直接，但仍與風暴有關的死亡。所有破壞及死亡數字都包括風暴在擾動及溫帶氣旋階段時的資料。
ACE的計算公式：{\displaystyle \sum _{}^{}{\frac {{v_{\mathrm {max} }}^{2}}{10^{4}}},}，單位為{\displaystyle 10^{4}kt^{2}}。
| 萨菲尔-辛普森飓风风力等级 |    |    |    |    |    |    |
| TD                        | TS | C1 | C2 | C3 | C4 | C5 |

| 风暴名称      | 持续日期                        | 风暴最高强度 | 最大持续风速 | 最低气压 （百帕） | ACE     | 登陆                                         | 登陆     | 登陆     | 损失 （百万美元） | 死亡人数 |
| 风暴名称      | 持续日期                        | 风暴最高强度 | 最大持续风速 | 最低气压 （百帕） | ACE     | 地点                                         | 时间     | 风速     | 损失 （百万美元） | 死亡人数 |
| ------------- | ------------------------------- | ------------ | ------------ | ----------------- | ------- | -------------------------------------------- | -------- | -------- | ----------------- | -------- |
| 阿爾文        | 5月15日—5月17日                 | 热带风暴     | 95 km/h      | 1000              | 1.0925  | 没有登陆                                     | 没有登陆 | 没有登陆 | 0                 | 0        |
| 芭芭拉        | 5月28日—5月30日                 | 一级飓风     | 130 km/h     | 983               | 1.3475  | 墨西哥恰帕斯州托納拉沿海                     | 5月29日  | 130 km/h | 1                 | 5        |
| 科斯梅        | 6月23日—6月27日                 | 一级飓风     | 140 km/h     | 980               | 4.3025  | 没有登陆                                     | 没有登陆 | 没有登陆 | 未知              | 3        |
| 達利拉        | 6月30日—7月7日                  | 一级飓风     | 120 km/h     | 987               | 6.44    | 没有登陆                                     | 没有登陆 | 没有登陆 | 未知              | 0        |
| 埃里克        | 7月4日—7月9日                   | 一级飓风     | 130 km/h     | 983               | 5.135   | 没有登陆                                     | 没有登陆 | 没有登陆 | 未知              | 2        |
| 弗洛西        | 7月25日—7月30日                 | 热带风暴     | 110 km/h     | 994               | 4.1275  | 没有登陆                                     | 没有登陆 | 没有登陆 | 0.024             | 0        |
| 吉爾          | 7月30日—8月7日                  | 一级飓风     | 140 km/h     | 985               | 6.3125  | 没有登陆                                     | 没有登陆 | 没有登陆 | 0                 | 0        |
| 亨麗埃特      | 8月3日—8月11日                  | 二级飓风     | 165 km/h     | 976               | 11.1275 | 没有登陆                                     | 没有登陆 | 没有登陆 | 0                 | 0        |
| 皮瓦          | 8月16日—8月18日（離開中太平洋） | 热带风暴     | 100 km/h     | 1000              | 6.065   | 没有登陆                                     | 没有登陆 | 没有登陆 | 0                 | 0        |
| 尤娜拉        | 8月19日—8月19日（離開中太平洋） | 热带风暴     | 65 km/h      | 998               | 0.245   | 没有登陆                                     | 没有登陆 | 没有登陆 | 0                 | 0        |
| 三C           | 8月19日—8月20日（離開中太平洋） | 热带低氣压   | 55 km/h      | 1008              | 0       | 没有登陆                                     | 没有登陆 | 没有登陆 | 0                 | 0        |
| 伊沃          | 8月22日—8月25日                 | 热带风暴     | 75 km/h      | 998               | 0.725   | 没有登陆                                     | 没有登陆 | 没有登陆 | 0.3               | 1        |
| 朱麗葉        | 8月28日—8月30日                 | 热带风暴     | 100 km/h     | 997               | 0.6075  | 墨西哥南下加利福尼亞州科蒙都聖瑪格麗塔島     | 8月29日  | 100 km/h | 未知              | 1        |
| 基科          | 8月30日—9月2日                  | 一级飓风     | 120 km/h     | 989               | 1.7575  | 没有登陆                                     | 没有登陆 | 没有登陆 | 0                 | 0        |
| 洛雷娜        | 9月5日—9月8日                   | 热带风暴     | 75 km/h      | 1003              | 0.9325  | 没有登陆                                     | 没有登陆 | 没有登陆 | 0                 | 0        |
| 曼努埃爾      | 9月13日—9月20日                 | 一级飓风     | 120 km/h     | 985               | 4.1375  | 墨西哥米卻肯州阿基拉沿海                     | 9月15日  | 110 km/h | 4200              | 169      |
| 曼努埃爾      | 9月13日—9月20日                 | 一级飓风     | 120 km/h     | 985               | 4.1375  | 墨西哥錫那羅亞州庫利亞坎沿海                 | 9月19日  | 120 km/h | 4200              | 169      |
| 納達          | 10月6日—10月10日                | 热带风暴     | 100 km/h     | 997               | 1.5475  | 没有登陆                                     | 没有登陆 | 没有登陆 | 0                 | 0        |
| 奧克塔夫      | 10月13日—10月15日               | 热带风暴     | 100 km/h     | 995               | 1.8825  | 墨西哥南下加利福尼亞州科蒙都卡波聖拉薩羅沿海 | 10月14日 | 75 km/h  | 未知              | 0        |
| 普莉西雅      | 10月14日—10月17日               | 热带风暴     | 75 km/h      | 1001              | 0.6875  | 没有登陆                                     | 没有登陆 | 没有登陆 | 0                 | 0        |
| 雷蒙德        | 10月20日—10月30日               | 三级飓风     | 205 km/h     | 949               | 17.4075 | 没有登陆                                     | 没有登陆 | 没有登陆 | 未知              | 0        |
| 索尼婭        | 11月1日—11月4日                 | 热带风暴     | 75 km/h      | 1003              | 0.6875  | 墨西哥錫那羅亞州埃爾多拉多沿海               | 11月4日  | 65 km/h  | 0                 | 0        |
| 季节总结      |                                 |              |              |                   |         |                                              |          |          |                   |          |
| 21個 熱帶氣旋 | 5月15日 – 11月4日               |              | 205 km/h     | 949               | 76.57   | 6次登陆                                      | 6次登陆  | 6次登陆  | 4201              | 181      |

## 內部連結
- 2013年太平洋颱風季
- 2013年大西洋颶風季
- 2013年北印度洋氣旋季
- 2012－2013年西南印度洋熱帶氣旋季
- 2012－2013年澳洲地區熱帶氣旋季
- 2012－2013年南太平洋熱帶氣旋季
- 2013－2014年西南印度洋熱帶氣旋季
- 2013－2014年澳洲地區熱帶氣旋季
- 2013－2014年南太平洋熱帶氣旋季

## 外部連結
- 美國國家颶風中心（页面存档备份，存于）
- 美國中太平洋颶風中心（页面存档备份，存于）
- 美國海軍實驗室（页面存档备份，存于）
- ACE（页面存档备份，存于）

| A | B  | C  | D    | E | F | G |
|   |    |    |      |   |   |   |
| H | P* | U* | 03C* | I | J | K |
|   |    |    |      |   |   |   |
| L | M  | N  | O    | P | R | S |

| 萨菲尔-辛普森飓风风力等级 |    |    |    |    |    |    |
| TD                        | TS | C1 | C2 | C3 | C4 | C5 |